# IC 2449
IC 2449 ist eine Spiralgalaxie mit aktivem Galaxienkern vom Hubble-Typ Sbc im Sternbild Krebs auf der Ekliptik. Sie ist schätzungsweise 300 Millionen Lichtjahre von der Milchstraße entfernt. Gemeinsam mit NGC 2783 bildet sie das isolierte Galaxienpaar KPG 192 oder Holm 113.

Im selben Himmelsareal befinden sich u. a. die Galaxien NGC 2789 und IC 2444.
Das Objekt wurde am 16. Mai 1903 vom französischen Astronomen Stéphane Javelle entdeckt.